# Hnila Lipa
A Hnila Lipa (ukránul: Гнила Липа; lengyelül: Gniła Lipa) folyó Nyugat-Ukrajnában, a Dnyeszter bal oldali mellékfolyója. A Lvivi terület Peremisljani járásában, Lipivci falutól keletre ered, és az Ivano-frankivszki területen Narajivka és Mlinyivka falvak közelében torkollik a Dnyeszterbe. A folyó mentén fekvő jelentősebb települések Peremisljani a Lvivi területen, valamint Rohatin és Burstin az Ivano-frankivszki területen.
Hossza 87 km, vízgyűjtő területe 1320 km², a Fekete-tenger medencéjéhez tartozik. Átlagos esése 1,4 m/km. Szélessége 0,5–50 m között változik, mélysége 0,5–1,5 m. Alsó folyása szabályozott, több helyen gátakkal védett. A folyón több ipari és mezőgazdasági célú víztározó létesült, közülük a legnagyobb a Burstini víztározó, amely a burstini hőermű hűtőtava.